# 에티오피아-티그라이 평화협정
에티오피아-티그라이 평화협정은 2022년 11월 2일 에티오피아 정부와 티그라이 인민해방전선이 체결한 평화협정이다. 두 체결 당사자는 티그라이 전쟁을 끝내기 위해 "영구적으로 적대적 행위를 중단할 것"을 선언했다. 다음 날인 11월 3일, 전쟁 2주년을 기념하여 협정이 발효되었다.

## 배경

### 티그라이 전쟁
2020년 11월, 에티오피아의 티그라이주에서 전쟁이 발발했다. 에티오피아와 에리트레아가 연합하여 티그라이 인민해방전선과 전쟁을 벌였는데, 양측 모두 많은 전쟁 범죄와 민간인 학살을 벌였고 집단학살 논란이 빚어졌으며, 기근으로 인한 인도주의적 위기도 발생했다.
2021년 12월 에티오피아 정부가 아디스아바바 일대에서 벌어진 공격을 막아낸 뒤, 티그라이 인민해방전선은 휴전을 요구했다. 전투가 느려졌고, 2022년 3월 24일 에티오피아 정부는 "무한한 인도주의적 휴전"을 선언하였다. 에티오피아 정부와 티그라이 인민해방전선은 초기에 전쟁을 공식적으로 끝내기 위해 협상하기로 합의했으나, 양측의 관계는 점차 적대적으로 바뀌었고 양측 모두가 서로 평화 협상에 진정성 있게 참여하지 않는다고 비난했다. 결국 2022년 8월 평화 협상은 중단되었고, 전쟁은 재개되었다.

#### 전쟁의 재점화
3월에서 8월 사이의 평화 협정이 무산된 이후, 에티오피아-에리트레아 연합군과 티그라이 인민해방전선 모두 엄청난 군대를 모집했고, 이로 인해 약 574,000명이 이산했고,, 약 100,000명이 몇 주 내에 사망했다. 이러한 수많은 인명 피해로 국제 사회는 경각심을 가지게 되었으며, 유엔과 아프리카 연합은 전쟁 당사자들에게 평화 협상을 재개할 것을 촉구했다. 유엔 사무총장 안토니우 구테흐스는 "에티오피아의 상황은 통제할 수 없을 정도로 소용돌이치고 있다"고 언급했으며, 많은 학자들과 기관들, 그리고 인권 단체들은 티그라이인들에게 혐오 발언이 급격히 증가할 것이라고 경고하기 시작했다. 2022년 10월, 티그라이 전쟁의 사망자 수는 385,000명에서 600,000명에 이를 것이라 추산했다.

### 강화 조약 체결 시도
2022년 9월 말부터 10월 초 사이에 평화 협정을 재체결하려는 시도가 있었다. 2022년 9월 7일 티그라이 인민해방전선 의장 데브레치온 게브레마이클은 유엔에 평화를 요구하는 편지를 보냈다. 그는 유엔이 개입하지 않을 경우를 대비한 선언도 발표했다.
우리는 다음과 같은 조항을 포함한 적대 행위 중단을 요구한다.
1. 중요한 서비스에 대한 즉각적이고 무조건적이며 완전한 봉쇄 해제
2. 이 효과를 위해 명확하고 합의된 프로토콜과 준비를 포함한 규제 없는 인도주의 접근
3. 국제 감시에 따른 에티오피아 및 티그라이의 모든 영토에서 우리에게 위협을 제기할 수 없는 지점까지 국제 감시에 따라 에리트레아군이 철수할 것.
4. 2020년 11월 적대행위 발발 이전에 헌법 상으로 인정된 티그라이 국경으로의 복귀

10월 5일 에티오피아 정부와 티그라이 반군은 남아프리카 공화국에서 열리는 평화 회담을 위해 아프리카 연합의 초청을 수용했고, 평화 회담은 10월 7일부터 8일 사이에 진행될 예정이었다. 그러나, 부족한 계획과 병참 문제, 전투의 급격한 악화, 그리고 티그라이 인민해방전선이 어떻게 회담이 진행되는지에 대해 충분한 정보를 제공받지 못한 것에 대한 우려 등 여러 요인들로 인하여 회담은 연기되었다. 결국 10월 25일이 새로운 평화 협상 날짜로 지정되었고, 협상은 프리토리아에서 진행하기로 했다.

## 협상 과정
아프리카 연합 아프리카의 뿔 사절단 올루세군 오바산조,, 옛 케냐 대통령이었던 우후루 케냐타, 미국 아프리카의 뿔 사절단 마이크 A. 해머, 그리고 옛 남아프리카 공화국의 부통령 품질 믈람보응쿠카가 회담을 함께 중재했다. 에티오피아 국가안보고문관 레드완 후세인과 티그라이 인민해방전선 대변인 게타츄 레다가 주요 협상자로 활약했다. 10월 25일부터 30일까지 이어지기로 했던 회담은 며칠 더 진행되었다.
평화협상을 시작했음에도 전투가 중단될 기미가 보이지 않고, 특히 에리트레아군이 평화협상 기간 대부분 민간인을 죽이고 있었기 때문에 전투가 줄어들지 않았다. 10월 28일 에티오피아 정부는 협상 과정에서 밝혀지지 않은 "서부 독립체"의 동기들에 대한 불신을 이야기했으며, "사악한" 안건을 위해 전쟁과 관련된 "입증되지 않고 정치적인 동기가 부여된" 주장들이 제기되고 있고, 티그라이 인민해방전선의 "무책임한 프로파간다"가 아무런 비판 없이 수용되고 있다고 주장했다. 에티오피아 정부는 나아가 "공경할만한 단체와 좋은 의도를 가진 활동가들이 부지불식 간에 이 캠페인의 참여자가 되고 있다"고 언급했다.
그럼에도 불구하고 협상은 계속되었다. 2022년 11월 2일 에티오피아 연방 정부와 티그라이 인민해방전선은 합동 선언을 발표했고, 양측 모두 "총성을 완전히 멎게 하고 2년 동안 에티오피아 북부에서 벌어진 분쟁을 종결"하기로 합의했다." 오바산조는 이 합의에서 "체계적이고 질서 있고 평탄하고 협조적인 무장해제"가 포함된다고 설명했다.

## 조항
전체 협정문에는 협정의 목적(제1조)을 시작으로 휴전의 기초가 되는 일반 원칙(제2조)에 이어 전문과 15개의 조항이 포함되어 있다. 제13조는 양 당사자에게 "본 계약을 선의로 이행하고, 이를 훼손하지 않도록" 지시한다.
영구적 적대행위 중지
이 협정은 "모든 형태의 적대행위"를 직간접적으로 금지한다. 이것은 대리 전쟁에 참여하거나, 증오 연설이나 선전을 하거나, 공습 또는 지뢰를 사용하거나, 서로에 대한 적대적인 "외부 세력"과 협력하는 것을 포함한다.
민간인 보호
양측은 국제인권법을 준수하고 인권침해로부터 민간인을 보호하기로 합의했다. 성적 및 성별에 기반한 폭력, 아동에 대한 폭력(소년병 사용 포함), 여성과 소녀에 대한 폭력, 노인에 대한 폭력에 대한 구체적인 비난이 이루어졌다.
인도주의적 접근
에티오피아 정부는 인도주의적 지원을 가능한 한 빨리 허용하고, 그렇게 할 수 있을 만큼 안전하다면 내부적으로 실향민과 난민들을 에티오피아 사회에 다시 통합할 것이다. 양측은 가족 상봉을 위해 노력하는 인도주의 기관들뿐만 아니라 서로 협력하기로 합의했다. 양측은 또한 원조를 유용하지 않고 원조가 실제로 인도주의적인 목적으로 사용되는지 확인하기로 합의했다.
군축·군대해산·재통합
에티오피아와 티그라이 인민해방전선은 협정에 서명한 후 "24시간 이내"에 개방적인 의사소통 채널을 만들어야 한다는 데 동의했다. 양측은 또한 에티오피아가 "단 하나의 방위군"을 가지고 있고, 티그라이 반군이 "동원을 해제하고 재통합해야' 하고, 티그라이 인민해방전선이 조약이 체결된지 30일 이내에 완전히 무장을 해제해야 한다"는 것을 인식할 필요가 있었다.
신뢰 구축 조치
티그라이 인민해방전선은 아래 사항에 동의했다.
1. 정부 당국을 존중할 것.
2. "국가의 어느 지역에서든 무장 단체 또는 전복 단체를 지원하거나 협력하는 것을 자제하는 것."
3. 티그라이에 군대와 보안군을 파견하는 "연방 정부의 헌법적 권한"을 존중할 것.
4. 군대를 징집, 훈련 또는 배치하지 않거나 "충돌에 대비"하여 행동하지 않는 것.
5. 에티오피아의 주권을 존중하고, 스스로 또는 "외세와의 관계"를 통해 에티오피아의 주권을 훼손하지 말아야 하는 것.
6. 위헌적인 방법으로 정권 교체를 강요하지 않을 것.[4]

한편 에티오피아 정부는 아래 사항에 동의했다.
1. "티그라이 인민해방전선 전투원"에 대한 모든 군사 작전을 중단할 것.
2. 가능한 한 빨리 티그라이에 기본적이고 필수적인 서비스를 복구할 것.
3. 티그라이 인민해방전선을 테러 단체로 지정하는 것을 중단할 것.
4. 티그라이에 대한 인도주의적 접근을 방해하지 않고 제공할 것.[45][4]

국제 경계 및 연방 시설
협정의 일환으로, 에티오피아 국가방위군은 에티오피아의 국경을 따라 배치될 것이다. 이 협정은 그들이 "외국의 침략으로부터 국가의 주권, 영토 보전, 안보를 보호하고 국경의 어느 쪽으로부터도 도발이나 침략이 없도록 해야 한다"고 명시하고 있다.
연방 당국은 또한 티그라이의 모든 항공 공간, 공항 및 고속도로에 대한 "완전하고 효과적인 통제"를 취할 것이다.
연방 당국의 복귀 및 티그라이 대표단
이 협정은 에티오피아 연방 정부가 주도 메켈레를 비롯한 티그라이주에서 권한을 재정립할 수 있도록 허용해야 하며, 에티오피아 국방군 및 기타 관련 연방 기관은 신속하고 원활하며 평화적이며 협력적인 도시 입성을 해야 한다고 명시했다. 그 대가로, 정부는 1995년 에티오피아 헌법을 위반하지 않는 선에서 티그라이가 정부 기관에 적절하게 대표될 것을 보장했다.
임시 조치
티그라이 인민해방전선의 테러리스트 지정이 해제된 후 "1주일 이내" 그러나 선거가 실시되기 전에 "포용적 지역 행정부"가 수립되어야 한다. "테러리스트" 지정이 해제된 지 일주일 후, 양측은 "지속적인 해결책을 찾기 위해" 정치적 대화에 참여해야 한다. 에티오피아는 또한 책임감 있고 진실하며 희생자들에게 정의를 주는 것을 목표로 하는 과도기적 정의 정책을 도입하기로 합의했다. 또한 양측은 에티오피아 헌법을 준수하는 방식으로 "분쟁 지역의 문제"를 해결하겠다고 약속했다.
감시, 입증, 완수
고위급 패널을 통해 아프리카 연합이 주재하는 동안 에티오피아 정부, TPLF 및 정부간 개발청(IGAD)의 각 대표가 참여하는 "공동 위원회"에 의해 모니터링되고 관찰되어야 한다는 것이 합의되었다.

## 실행

### 나이로비 선언
2022년 11월 7일 강화 조약 체결 5일 후, 에티오피아 참모총장 비르하누 줄라와 티그라이 인민해방전선 사령관 타데세 웨레데를 비롯한 에티오피아 및 티그라이 인민해방전선의 고위급 장교들이 케냐 나이로비에서 만나 티그라이주로의 인도주의적 접근과 티그라이 무장해제를 논의했다. 11월 12일 양측은 원래 합의를 재확인하는 선언에 서명했고, 이를 어떻게 실행할 지에 대한 세부사항을 마련하였으며, 11월 15일부터 티그라이 무장해제 절차를 시작하기로 합의했다. 양측은 "감시, 입증, 완수"를 위한 합의 규칙을 지키기 위해 합동위원회를 설치하기로 했다.

#### 적대행위 중단
합의에 따라 양측 간 '핫라인'이 구축되었고, 나이로비 회담에 정통한 익명의 관계자는 "모든 부대와 완전한 소통을 통해 전투를 중단하고 불신이 심화되는 것을 방지하기 위함이 목표"라고 말했다. 그러나 이러한 확신에도 불구하고, 티그라이의 일부 관리들은 11월 4일에 에티오피아군과 에리트레아군의 공격이 계속되고 있다고 주장했다. 보도에 따르면 티그라이가 여전히 정보 차단 상태에 있었기 때문에 언론들은 이러한 주장을 독립적으로 확인할 수 없었다.
11월 9일, 에티오피아 미디어 당국의 모하메드 이드리스 국장은 에티오피아 언론이 이러한 협상의 소식을 보도하는 방법에 대한 새로운 지침울 수립하고 있다고 발표했다. 이는 "거짓 정보와 혐오 발언은 평화 사상에 역효과를 낳는다"며 혐오 발언과 선전에 반대하는 평화협정 규정에 맞추기 위한 차원에서 이뤄졌다. 11월 12일 선언은 "책임 있는 미디어 사용"에 대해 구체적으로 언급하며, 양측이 통제하는 미디어가 프리토리아 협정의 목표를 수행하는 데 "건설적인 역할을 해야 한다"고 명시한다.

#### 인도주의적 접근
프리토리아 협정이 체결된 직후에, 티그라이 민간인들, 국제 관측자들, 그리고 인권 단체들은 그 지역에서 마침내 원조가 가능해질 것이라는 희망을 표현했다. 협정은 에티오피아가 "모든 도움이 필요한 사람들을 위해 인도적 지원을 동원하고 신속하게 해야 한다"고 명시했다. 협정이 체결된 지 몇 시간 만에 유엔 직원들은 봉쇄를 해제하기 위해 에티오피아 관리들과 대화를 시작했고, 이미 물자가 즉시 보내질 준비가 되어 있었다.
11월 9일까지 티그레이에 대한 원조가 계속 부족하다는 우려가 제기되었고 많은 인도주의 기관들이 그들이 그 지역에 원조를 전달하는 것을 막고 있다고 보고하고 있었다. 11월 11일, 에티오피아의 레드완 후세인은 이러한 우려에 대해 "원조는 다른 때와 달리 유입되고 있다"고 말했다. 이 성명은 외부 보도와 상충되는 것으로 보이며, 게타슈 레다가 "프랑스 통신사에서 레드완이 "그의 사실을 허공에서 꺼내고 있다"고 말했고, 티그라이 관리들과 지역 인도주의자들은 레드완의 발언을 거짓으로 간주했다.
11월 12일, 양측의 군사 지도자들은 나이로비 선언의 일환으로 티그레이와 주변 지역에서 원조가 필요한 사람들에 대한 제한을 해제하기로 합의했다고 공동 성명을 통해 발표했다. 오바산조는 인도주의적 접근이 "즉각적인 효과와 함께 시작될 것"이라고 장담했다. 같은 날 오후 에티오피아 당국은 "티그레이 지역 대부분에 인도적 지원을 제공하기 위해 노력하고 있다"고 밝혔으며, 약 70%가 현재 그들의 통제하에 있다고 주장했다.
11월 15일, 국제 적십자 위원회(ICRC)는 8월 이후 처음으로 티그라이의 수도 메켈레에 의료품을 전달했다고 발표했다.

#### 서비스 복구
에티오피아 상업은행은 티그라이 서구에 지원을 위한 접근이 복구되었으며 메켈레에도 접근이 복구될 것이라고 밝혔다.

### 무장 해제 및 군 철수
나이로비 선언은 중화기 무장해제가 "역내에서 외국군 및 비에티오피아군의 철수와 동시에 이루어질 것"이라고 언급한 티그라이 무장해제 조항에 따라 자연스럽게 군 철수도 추가하게 되었다.

## 분석

### 종전에 대한 가능성
협상 중재자들과 외부 관측자들 사이에서 이 협정이 평화에 한 걸음 더 가까워졌지만, 진정한 평화를 가져오기까지는 아직 멀었다고 판단했다. 올루세군 은바산조는 평화협정이 체결된 후 "지금 이 순간이 평화 과정의 끝이 아니다. 오늘 체결된 평화협정의 이행은 평화협정의 성공을 위해 매우 중요하다."라고 말했다. 우후루 케냐타는 "지속적인 해결책은 오직 정치적 참여와 우리의 차이를 수용할 수 있는 것을 통해서만 가능하다"고 말하면서도 "악마가 실행 중에 있을 것이다"라고 경고했다. 프랑스 정치가이자 대서양 자문 위원회의 라마 야드는 그 협정이 한 걸음 전진하는 동안, 평화는 아직 달성되지 않았다고 말했다. 그녀는 적대 행위의 중단이 평화로 바뀌기 위해서는 협정이 "적극적으로" 이행되어야 하며, 해결되지 않은 문제들이 해결되어야 할 것이다라고 덧붙였다.

### 티그라이 무장해제
이 협정 이전에 티그라이 인민해방전선은 에티오피아 정부의 무장해제 요구를 거부했으며, 그것이 어떻게 수행될 것인지 또는 그것이 성공할 것인지에 대한 질문들이 제기되었다. 티그라이에서 에리트레아군이 지속적으로 주둔하는 것은 이 목표의 달성에 대한 잠재적인 장애물로 주목받았다. 평화 및 분쟁 연구의 교수 제틸 트론볼은 군축 문제는 논란의 여지가 많다고 주장하며, 티그라이 반군은 "그들이 2년 동안 싸워온 적 앞에서" 자발적으로 무장 해제할 것이라고 생각하지 않는다고 밝혔다. 국제전략문제연구소의 벤자민 페트리니는 티그라이 인민해방전선에 제공되는 보안 보증은 무엇인지 질문하며 그들은 "애매한 약속"을 위해 완전히 무장을 해제하지 않을 것이라고 말했다.
5000명의 티그라이 학자들이 대표하는 단체인 국제 티그레 학자 및 전문가 협회(GSTS)는 무장해제 조항을 완강히 거부했다. 그들은 평화 협정을 전반적으로 환영하면서도, 군축은 "비논리적"이고 "자기 패배적"이며, 그것은 잠재적으로 휴전을 훼손할 수 있다고 주장했다. 그들은 티그라이의 모든 보안을 에티오피아 국방군에 맡기는 것은 티그라이인들을 특히 에리트레아군과 암하라 주방위군의 폭력적인 공격에 너무 취약하게 만들 것이라고 말했다. GSTS는 대신 에티오피아와 에리트레아 연합군의 행동을 집단 학살로 묘사하며 티그라이 방위군을 강화해야 한다고 주장하며 GSTS는 티그라이 방위군이 티그레인의 보호에 대해 신뢰해서는 안 된다고 주장했다.

### 에리트레아
에리트레아의 평화 회담 불참은 많은 언론 매체들에 의해 회담 이전 그리고 회담이 체결된 이후에도 언급되었다. 에리트레아 당국은 협정에 대한 어떠한 성명도 발표하지 않았으며, 대부분의 논평 요청에도 응답하지 않았다. 에리트레아가 휴전에 동의할지도 확실하지 않고, 그리고 이사이아스 아페웨르키 대통령의 티그라이 인민해방전선에 대한 오랜 적대감이 에리트레아군 철수의 동기를 잃게 할 것이라고 평가되었다. 오스만 살레 에리트레아 외무장관은 로이터통신의 질문에 "방금 서류를 받은 것"이라며 말할 것이 없다고 밝혔다. 에리트레아는 전쟁 기간 내내 에티오피아 정부의 편에 섰으며 악숨 학살과 같은 세간의 이목을 끄는 잔학 행위에 책임이 있다고 여겨졌다. 르몽드의 기고가 노에 호셰 보댕은 에리트레아의 역할을 "분쟁의 그림자"로 묘사했다.
마찬가지로, 협상 및 중재 당사자들은 일반적으로 에리트레아의 문제를 직접적으로 다루지 않기로 선택했다. 우후루 케냐타는 나이로비 회담에서 이에 대한 질문을 받자 "어떤 특정 국가에 대해 이러쿵저러쿵 이야기하러 온 것이 아니다"라며 대신 평화에 대한 주제에 초점을 맞췄다. 에티오피아의 레드완 후세인은 에티오피아와 티그라이가 서로 싸우느라 너무 바빴기 때문에 "제3자가 우리를 더 약화시킬 수 있는 길을 열었다"고 말했다. 그는 또한 이 익명의 제3자가 "이 평화 과정에 관심이 없을 수도 있다"고 말했으며, AP 통신은 이를 에리트레아에 대한 간접적인 언급으로 해석했다.
에리트레아는 이름으로 언급되어 있지 않지만, "뉴욕 타임스" 동아프리카 특파원 압디 라티프 다히르는 프리토리아 문서에서 "국경의 양쪽에서 도발하거나 침략하는 것"을 막는 것에 대한 부분을 에리트레아를 지목한 것으로 해석했다. 국제위기감시기구의 앨런 보스웰도 이러한 해석을 지지하며, 이 조항은 "티그라이인들에게 에리트레아가 철수할 것이라는 것을 보장하기 위해 고안된 것"이라고 말했다. 제임스 매디슨 대학의 에타나 하브테 조교수는 에리트레아를 직접 언급하지 않은 것은 아프리카 연합이 "결정을 집행할 군사적 능력이 없고 회원국들의 지지와 동맹에 의존하고 있기 때문"이라며 에리트레아가 협정을 준수하도록 완화하기 위한 의도적인 시도였을 수 있다고 말했다.

### 암하라주
전쟁 기간 동안 암하라주 보안군도 중요한 역할을 했지만, 마찬가지로 암하라주는 협상에 포함되지 않았다. 분쟁 초기 몇 달 동안, 암하라 지역군은 이미 암하라와 티그라이 사이의 격렬한 분쟁의 근원이었던 티그라이의 서구를 장악했고 그 지역에서 티그라이인들의 인종청소로 묘사되는 행위들을 저지르기 시작했다. 티그라이 인민해방전선은 이전에 서구를 티그라이주의 통제권으로 되돌리는 것이 평화를 위한 "협상 불가능한" 전제 조건이라고 말했다. 암하라 국민운동의 설립자 데살렌 샤니 다뉴와 지지 세력인 암하라 미국 협회 양측은 협정의 소식을 환영했지만, 티그라이에 대한 어떠한 잠재적인 영토 양보에도 반대를 표명했다.
알자지라 잉글리시는 합의가 이 문제에 대해 "불확실한" 입장을 가지고 있다고 설명했다. 로이터는 문제를 해결하지 못했다고 말했고, AFP통신은 이번 합의가 "그것을 해결하는 데 거의 도움이 되지 않는다"고 밝혔다. 아비 총리는 2022년 11월 15일 의회 연설에서 이 분쟁에 대한 헌법적 해결책을 찾고 있으며, "티그라이 서부의 웰카이트 주민들이 자결의 기회를 얻지 않는 한 지속적인 평화는 없을 것이다"고 말했다.

### 인권 우려
물레야 음와나얀다 국제앰네스티 동남아프리카 사무총장은 평화협정에 불만을 표시하며, 이는 "올바른 방향으로의 한 걸음"이지만, 그럼에도 불구하고 전쟁 기간 동안 모든 당사자들이 저지른 전쟁 범죄와 반인륜 범죄에 대한 책임을 보장하는 방법에 대한 명확한 로드맵을 제공하는데 실패했다고 말했다. 음와나얀다는 피해자들이 적절한 정의를 받기 위해서는 인권 조사관들의 "자유로운 접근"을 허용해야 한다고 더욱 강조했다.
휴먼 라이츠 워치는 이 문서들이 서부 지역의 인종 청소에 대해 명시적으로 언급하지 않는다고 말하며, 일반적으로 "공식적인 책임에 대한 세부 사항이 부족하다"고 주장했다. 에티오피아 정부가 수립한 에티오피아 인권위원회는 평화가 지속 가능하게 달성되기 위해서는 "전국적이고, 진실하고, 협의적이고, 포괄적이고, 피해자를 보호하는 대화에 의해 합의 이행이 선행되고 알려져야 한다"는 성명을 발표했다."
아비 총리의 전 각료인 필산 압디는 PBS 뉴스아워와의 인터뷰에서 필요하지만, 전쟁을 끝내기로 합의했다는 것이 인권 침해, 특히 여성과 소녀들에 대한 성폭력 사건의 피해자들에 대한 "정의와 책임을 추구하는 것"을 포기한다는 것을 의미해서는 안 된다고 말했다. 전쟁 중에 자행된 성폭력에 대한 보고서를 출판하는 것과 관련하여 정부에 의한 고의적인 방해라고 간주한 것에 대한 대응으로, 필산은 2021년 9월 여성아동청소년부 장관직에서 사임했다.

## 초기 반응

### 협정 서명국
에티오피아
- 에티오피아의 총리 아비 아머드는 "에티오피아를 4년 반 전에 시작한 개혁의 길로 나아가게 하는 기념비적인 일"이라고 말하며 이 협정을 환영했다. 그는 "에티오피아의 평화에 대한 약속은 변함이 없다"고 덧붙이며, "협정 이행을 위해 협력하겠다는 우리의 약속도 마찬가지로 강하다."고 말했다.[87] 아비 아머드는 트위터에 아프리카 연합 위원회, 중재팀, "에티오피아의 친구들" 그리고 에티오피아 국방군을 포함한 많은 사람들에게 감사를 표했다.[88][89]

- 레드완 후세인 국가안보보좌관은 서명 후 이렇게 말했다. "우리는 다른 편의 우리의 형제들에게도 감사를 표한다. 이 건설적인 약속은 이 나라가 우리의 비극적인 분쟁의 시기를 뒤로 미루도록 허용한다. 이제 우리 모두가 이 합의를 존중해야 한다. 우리는 편지와 이 협정의 정신에 충실해야 한다."[58]

 티그라이주
- 게타슈 레다 대변인은 "우리는 이 합의를 이행하고 신속하게 처리할 준비가 돼 있다"며 TPLF가 "신뢰를 구축하기 위해" 고통스러운 양보를 했다고 지적했다. 그는 "궁극적으로, 우리가 이제 합의에 서명한 지점에 도달했다는 사실은 새로운 평화의 길을 계획하기 위해 과거를 뒤로 미루려는 양측의 준비 상태에 대해 많은 것을 말해준다."라고 말했다.[2] 그러나 그는 "이 전쟁은 한때 경제 발전의 정점에 있던 에티오피아를 나쁜 패러디로 만들었고, 티그라이 사람들에게 엄청난 고통을 안겨줬다"고 한탄했다.[58][45] 게타슈는 11월 7일 "우리가 우리 국민들에게 시간을 만족시키는 방식으로 약속을 이행할 것인지 여부가 말해줄 것"이라고 인정하면서도 "만약 그것이 우리의 생존을 보장할 수 있다면, 왜 시도하지 않는가?"라고 말하며 협정에 대한 지지를 재차 표명했다.[47][90]

### 다른 국가
- 캐나다는 이번 합의를 환영하고 평화 프로세스에 참여한 모든 사람들을 축하하며 에티오피아 국민들에게 민간인들을 보호하고 "급한 인도주의적 요구"를 해결할 것을 촉구했다.[91]
- 자오리젠 중화인민공화국 외교부 대변인은 기자회견에서 중화인민공화국은 이 협정을 "환영하고 칭찬한다"며 에티오피아의 영토 보전을 지지하며 "정치적 대화를 통해 화해를 이룰 것"이라고 믿는다고 말했다. 그는 또한 중화인민공화국이 "에티오피아의 지속적인 평화, 발전, 번영을 위한 노력에 건설적인 역할을 계속할 것"이라고 말했다.[92]
- 지부티의 대통령 이스마일 오마르 겔레는 평화협정 소식을 환영하며 "우리 지역과 에티오피아 형제들의 안보, 평화, 번영"을 만드는 데 참여한 모든 사람들의 노력을 축하했다.[93]
- 프랑스는 외무부를 통해 "당사국들의 지혜와 용기가 정치적 대화의 길을 열어줬다"며 합의를 지지했다면서 인도적 지원과 기본적인 서비스 모두가 하루빨리 필요한 사람들에게 제공될 수 있도록 해야 한다고 촉구했다.[94]
- 나세르 카나아니 이란 외무부 대변인은 아프리카 연합과 남아프리카 공화국이 평화 협정을 성공적으로 중재한 것을 축하하며 평화 협정을 환영했다.[95][96]
- 엘런 존슨설리프 전 라이베리아 대통령은 "이번 합의가 대화와 정치적 참여를 바탕으로 구축된 지속 가능한 평화를 향한 첫걸음이 되기를 바란다"고 합의 소식을 환영했다.[97]
- 주에티오피아 러시아 대사관은 이 협정이 국가 재건을 위한 "확실한 기반"이 되기를 희망한다고 말하며 이 협정을 환영한다고 말했다.[98]
- 남수단 외교국제협력부는 이 협정이 "평화를 향한 중대한 발걸음을 의미한다"며 "이 지역의 평화와 번영을 위해 노력하는 데 서명국들과 함께 한다"고 말했다.[99]
- 모하메드 함단 다갈로 수단 부통령은 수단이 이 협정을 지지했으며, 그들은 "당사국들 사이에 만연한 긍정적인 정신을 칭찬한다"고 말했다.[100]
- 튀르키예는 이 협정을 환영했고, "에티오피아의 평화와 평화 정착"을 지지했다.[89][101]
- 아랍에미리트 외교부는 평화협정 체결 소식을 환영하며 관련국 모두의 노력을 칭찬하고 인도주의적인 접근 허용에 대한 지지의 목소리를 높였다.[102]
- 제임스 클레벌리 영국 외무장관은 "에티오피아의 평화 선택과 아프리카 연합, 남아프리카 공화국, 케냐의 중재 노력에 박수를 보낸다"며 이번 합의를 환영하며, "영국은 평화 프로세스를 지지할 준비가 되어 있다."고 말했다.[58]
- 앤터니 블링컨 미국 국무장관은 트위터를 통해 "에티오피아 북부에 평화를 가져오기 위한 [아프리카 연합]의 비상한 노력을 칭찬한다"며 협정에 대한 지지를 표명했다.[103]
- 네드 프라이스 미국 국무부 대변인은 이번 합의가 "평화를 향한 중요한 발걸음"이라고 말했다.[2]
- 카린 장피에르 백악관 대변인은 기자회견에서 미국은 평화 프로세스를 지원하기 위해 "에티오피아에 영구적인 평화를 가져다 줄 것"을 약속했다고 말했다.[58]
- 공화당 상원의원이자 미국 상원 외교위원회의 서열 위원인 짐 리치는 조 바이든 미국 대통령에게 "에티오피아 지도자들에게 책임을 물을 것"을 요구하며 평화 협정을 언급하면서 전쟁은 이 지역의 수백만 명이 인도주의적 지원에 접근하는 것을 막았다고 말했다.[103]

### 국제 기구
- 유엔 사무총장 안토니우 구테흐스는 이 협정을 칭찬하고, "모든 에티오피아인들과 국제 사회가 오늘 취한 대담한 조치를 지지해 줄 것"을 촉구했다.[104]
- 유엔 사무총장 대변인 스테판 두야릭은 "이것은 매우 환영할 만한 첫 단계이며, 우리는 이 분쟁 동안 실제로 고통을 겪은 수백만 명의 에티오피아 민간인들에게 위안을 주는 것을 시작할 수 있기를 바란다."고 말했다.[58]
- 세계보건기구의 테워드로스 아드하놈 사무총장은 이번 합의에 대해 "평화는 건강의 전제조건이다. 우리는 에티오피아 티그레이의 평화를 위해 노력하겠다는 당사자들의 약속을 환영한다"고 말했다.[58]
- 무사 파키 아프리카 연합 집행위원장은 "AU 패널에 의해 촉진된 회담에 따라 적대적 협정을 체결한 당사국들에 대해 따뜻한 찬사를 보낸다"며 "아프리카 연합은 모든 에티오피아인들이 지속적인 평화와 화해를 찾을 수 있도록 당사국들을 계속 지원할 것"이라고 말했다.[103][89]
- 아프리카 질병 통제 및 방지청 오그웰 우마 국장 대행은 그들이 서명에 참석하지 않았지만 그럼에도 불구하고 회담 결과에 대해 듣게 되어 기쁘다고 말했다. 오우마는 "현재 처리해야 할 공중 보건 비상 문제가 많기 때문에 상황이 허락하는 즉시 우리 팀을 지상으로 파견할 것"이라고 덧붙였다.[58]
- 유럽 연합 외교 문제·안보 정책 고위대표 주제프 보렐은 "영구적인 휴전 합의에 도달하기 위해 평화적인 협상이 장려된다"고 말했다. 그는 또한 "EU는 사망한 사람들과 [전쟁의] 최악의 만행의 희생자들의 가족들을 지지한다"며 앞서 언급한 범죄의 가해자들이 그들의 행동에 대해 책임을 져야 한다고 촉구했다.[58]
- 워크네 게비예후 정부간개발청 사무총장은 회담 결과에 대해 깊은 만족감을 표시하고 아비 아머드와 중재팀, 아프리카 연합이 평화협정 협상에 성공한 것을 축하했다.[105]
- 국제통화기금은 이 협정을 "지속적인 평화와 안정을 회복하기 위한 중요한 단계"라고 부르며 환영했다.[106]
- 게자헤그 게브레하나 옥스팜 에티오피아 국장은 "양측이 각자의 약속을 따르기를 희망한다"며 "구호기관들이 물자를 보급하고 신속하게 인명구조를 확대하기 위해 인도주의적인 접근을 할 수 있기를 바란다"고 말했다.[107]

## 같이 보기
- 아프리카 연합-에티오피아 관계

### 내용주
1. ↑  에티오피아 정부 측을 위한 중재자[30]
2. ↑  티그라이 인민해방전선 측을 위한 중재자[30]

### 참조주
1. 1 2  Winning, Alexander; Cocks, Tim (2022년 11월 2일). “Parties in Ethiopia conflict agree to cease hostilities”. 《Reuters》 (영어).
2. 1 2 3 4  “Ethiopia's gov't and Tigrayan forces agree to end two-year war”. 《Al Jazeera》. 2022년 11월 2일.
3. 1 2 3  “AU announces peace deal in Ethiopia's Tigray conflict”. 《Deutsche Welle》. 2022년 11월 2일.
4. 1 2 3 4 5 6 7 8 9 10 11 12 13  “Agreement for Lasting Peace through a Permanent Cessation of Hostilities between the Government of the Federal Democratic Republic of Ethiopia and the Tigray People's Liberation Front” (PDF). 《Addis Standard》. 2022년 11월 2일. 2022년 11월 4일에 원본 문서 (PDF)에서 보존된 문서. 2022년 11월 4일에 확인함.
5. ↑  “Statement by Alice Wairimu Nderitu, Special Adviser on the Prevention of Genocide, condemning the recent escalation of fighting in Ethiopia” (PDF). 《United Nations (press release)》. 2022년 10월 19일.
6. ↑  “UN: Warring sides committing atrocities in Ethiopia’s Tigray”. 《Al Jazeera》. 2022년 9월 19일. 2022년 10월 6일에 원본 문서에서 보존된 문서.
7. ↑  “Ethiopian patriarch pleads for international help to stop rape and genocide by government troops”. 《The Guardian》. 2021년 5월 8일. 2021년 6월 24일에 확인함.
8. ↑  Paravicini, Giulia (2022년 8월 20일). “Nearly half the people in Ethiopia's Tigray in 'severe' need of food aid, World Food Programme says”. 《Reuters》. 2022년 10월 11일에 원본 문서에서 보존된 문서.
9. ↑  “Tigrayan forces announce retreat to Ethiopia's Tigray region”. 《Al Jazeera》 (영어). 2021년 12월 20일. 2022년 6월 8일에 원본 문서에서 보존된 문서.
10. ↑  Akinwotu, Emmanuel (2022년 3월 24일). “Ethiopian government declares Tigray truce to let aid in”. 《The Guardian》 (영어).
11. ↑  “Ethiopia PM says committee looking into possibility of peace talks with Tigray rebels”. 《Africanews》. 2022년 6월 14일. 2022년 7월 16일에 원본 문서에서 보존된 문서.
12. ↑  “Ethiopia: Tigray Rebels Lack 'Interest' in Peace Talks”. 《Voice of America》. Agence France-Presse. 2022년 8월 18일.
13. ↑  “Ethiopia government proposes plan for peace in war-torn Tigray”. 《Al Jazeera》. 2022년 8월 17일. 2022년 9월 19일에 원본 문서에서 보존된 문서.
14. ↑  “Ethiopia's return to conflict: what we know”. 《France 24》. AFP. 2022년 8월 25일. 2022년 8월 25일에 원본 문서에서 보존된 문서.
15. ↑  “News: Over half a million people newly displaced in Tigray, Afar and Amhara since militarized conflict resumed in August: UN”. 《Addis Standard》. 2022년 10월 31일. 2022년 11월 5일에 원본 문서에서 보존된 문서. 2022년 11월 4일에 확인함.
16. ↑  Harper, Mary (2022년 10월 16일). “Ethiopia's Tigray conflict: Civilian bloodbath warning as offensive escalates”. 《BBC News》. 2022년 10월 16일에 원본 문서에서 보존된 문서. 'The carnage is horrendous. Likely as many as 100,000 have been slaughtered over the last weeks,' [ peace researcher Kjetil Tronvoll ] tweeted.
17. ↑  Chothia, Farouk; Bekit, Teklemariam (2022년 10월 19일). “Ethiopia civil war: Hyenas scavenge on corpses as Tigray forces retreat”. 《BBC News》. 2022년 10월 22일에 원본 문서에서 보존된 문서. '...100,000 have probably died in this third phase,' [ Horn of Africa analyst Abdurahman Sayed ] said.
18. ↑  “War in Ethiopia”. 《Global Conflict Tracker》 (영어). 2022년 10월 20일.
19. 1 2  York, Geoffrey (2022년 10월 21일). “Surge of dehumanizing hate speech points to mounting risk of mass atrocities in northern Ethiopia, experts say”. 《The Globe and Mail》. 2022년 11월 16일에 원본 문서에서 보존된 문서. 2022년 11월 18일에 확인함.
20. ↑  Muhumuza, Rodney (2022년 10월 19일). “UN genocide official: Hate speech is fueling Ethiopia's war”. 《ABC News》. Associated Press.
21. ↑  “A Call to Action: Averting Atrocities in Ethiopia's Tigray War”. 《International Crisis Group》. 2022년 10월 20일. 2022년 10월 29일에 원본 문서에서 보존된 문서.
22. ↑  “Ethiopia's Tigray rebels say ready for ceasefire and AU-led peace talks”. 《France 24》. 2022년 9월 12일.
23. ↑  “Ethiopia: Tigray rebels offer conditional truce”. 《Africanews & Agence France-Presse》. 2022년 9월 9일.
24. ↑  “Tigray President Writes Open Letter to the UN Security Council”. 《tghat》. 2022년 9월 9일.
25. ↑  Paravicini, Giulia (2022년 10월 6일). “Ethiopia, Tigrayan forces accept African Union-led peace talks”. 《Reuters》.
26. ↑  Burke, Jason (2022년 10월 8일). “Postponement of Tigray peace talks latest blow in Ethiopia's hidden war”. 《The Observer》. The Guardian.
27. ↑  Anna, Cara (2022년 10월 7일). “Peace talks in Ethiopian conflict delayed for logistical reasons, diplomats say”. 《The Globe and Mail》. Associated Press.
28. ↑  “Empieza el diálogo de paz para acabar con la guerra en el norte de Etiopía” [Peace dialogue begins to end the war in northern Ethiopia]. 《EFE》. 2022년 10월 25일.
29. ↑  Miridzhanian, Anait; Acharya, Bhargav (2022년 10월 25일). “Ethiopia peace talks start in South Africa”. 《Reuters》 (영어). 2022년 10월 27일에 원본 문서에서 보존된 문서.
30. 1 2  “Fighting in northern Ethiopia shatters months-long truce”. 《The Guardian》. Agence France-Presse. 2022년 8월 24일. 2022년 10월 11일에 원본 문서에서 보존된 문서. Abiy’s government says any negotiations must be led by the African Union’s Horn of Africa envoy, Olusegun Obasanjo, who is leading the international push for peace, but the rebels want the outgoing Kenyan president, Uhuru Kenyatta, to mediate.
31. ↑  “AU launches peace talks to end the conflict in the Tigray Region of Ethiopia | African Union”. 《African Union》. 2022년 10월 25일.
32. ↑  “Ethiopia peace talks enter day two in South Africa”. 《France 24》. 2022년 10월 26일.
33. ↑  “Peace talks aimed at ending Ethiopia's deadly Tigray conflict begin in South Africa”. 《CBC News》. AP. 2022년 10월 25일. 2022년 10월 27일에 원본 문서에서 보존된 문서.
34. ↑  York, Geoffrey (2022년 11월 2일). “Ethiopia and Tigray sign peace agreement in bid to end devastating war”. 《The Globe and Mail》. 2022년 11월 2일에 원본 문서에서 보존된 문서.
35. 1 2  “Tigray peace talks continue in South Africa”. 《Radio France Internationale》. 2022년 11월 1일.
36. ↑  Burke, Jason (2022년 10월 25일). “Tigray peace talks begin in South Africa but hopes low for halt to fighting”. 《The Guardian》.
37. 1 2  Anna, Cara (2022년 10월 29일). “Witnesses allege Eritrean abuses during Ethiopia peace talks”. 《PBS NewsHour》. Associated Press.
38. ↑  “News: Ethiopia cautions to weigh its options, consider relations with unnamed "states and entities" making "unsubstantiated and politically motivated" accusations”. 《Addis Standard》. 2022년 10월 28일.
39. ↑  Ndebele, Lenin (2022년 10월 29일). “Tigray conflict talks: Ethiopia threatens to cut ties with countries pushing 'sinister political agenda'”. 《News24》.
40. ↑  “Joint Statement between the Government of the Federal Democratic Republic of Ethiopia and the Tigray Peoples' Liberation Front (TPLF)” (PDF). 《Peace and Security Council》. 2022년 11월 2일. 2022년 11월 2일에 원본 문서 (PDF)에서 보존된 문서. 2022년 11월 3일에 확인함.
41. ↑  “Ethiopia: government and TPLF agree to cease-fire”. 《Africanews》. AFP. 2022년 11월 3일.
42. ↑  “Key Points Of Joint Ethiopia Statement”. 《Barron's》. AFP. 2022년 11월 2일.
43. ↑  Feleke, Bethlehem (2022년 11월 3일). “Warring parties in Ethiopia agree on 'permanent cessation of hostilities'”. 《CNN World》.
44. 1 2 3 4 5 6 7  Dahir, Abdi Latif (2022년 11월 3일). “Details in Ethiopia's Peace Deal Reveal Clear Winners and Losers”. 《The New York Times》.
45. 1 2 3 4 5  Anna, Cara (2022년 11월 3일). “Ethiopia asserts government got '100%' in Tigray peace deal”. 《ABC News》. Associated Press.
46. 1 2 3 4  Harter, Fred (2022년 11월 3일). “Ethiopia's truce is a step toward ending civil war, but there are reasons for caution”. 《NPR》.
47. 1 2 3 4  Anna, Cara (2022년 11월 7일). “New round of peace talks between Ethiopia, Tigray envoys”. 《Associated Press》.
48. ↑  Kaledzi, Isaac (2022년 11월 8일). “Will Ethiopia's shaky Tigray truce hold?”. 《Deutsche Welle》.
49. 1 2 3  “Declaration of the Senior Commanders on the Modalities for the Implementation of the Agreement for Lasting Peace Through a Permanent Cessation of Hostilities between the Federal Democratic Republic of Ethiopia (FDRE) and the Tigray People's Liberation Front (TPLF)” (PDF). 《Addis Standard》. 2022년 11월 12일. 2022년 11월 12일에 원본 문서 (PDF)에서 보존된 문서.
50. ↑  Mersie, Ayenat (2022년 11월 12일). “Ethiopia combatants sign deal to start implementing truce”. 《Reuters》.
51. 1 2 3 4  “News: Federal, Tigray military commanders to form joint committee to elaborate DDR, agree to facilitate unhindered humanitarian access, movement of humanitarian aid workers”. 《Addis Standard》. 2022년 11월 12일.
52. ↑  Holland, Hereward; Wilkes, Tommy (2022년 11월 7일). “Ethiopian and Tigray forces launch hotline as new peace talks begin”. 《Reuters》.
53. ↑  Tekle, Tesfa-Alem (2022년 11월 4일). “Ethiopia government accused of drone attacks, shelling after peace deal”. 《Sudan Tribune》. 2022년 11월 4일에 원본 문서에서 보존된 문서. 2022년 11월 18일에 확인함.
54. 1 2 3  “News: Ethiopia disputes reports on continued blockade of humanitarian supply to Tigray, claims aid flowing “like no other times””. 《Addis Standard》. 2022년 11월 11일.
55. ↑  “Tigray rebels accuse Ethiopia of attacks after peace deal”. 《France 24》. AFP. 2022년 11월 4일.
56. ↑  “News: Authority preparing media guideline to report on Ethiopia cessation of hostilities agreement”. 《Addis Standard》. 2022년 11월 9일.
57. ↑  “For Survivors of Ethiopia's Tigray War, Truce Brings Cautious Hope”. 《Voice of America》. Reuters.
58. 1 2 3 4 5 6 7 8 9 10 11 12  “Reaction to Ethiopia truce deal”. 《Reuters》 (영어). 2022년 11월 3일.
59. 1 2  Burke, Jason (2022년 11월 10일). “Tigray still without aid eight days after deal to end Ethiopia’s blockade”. 《The Guardian》.
60. ↑  “'Nothing is moving': WHO chief decries Tigray aid blockade amid ceasefire”. 《Africanews & AFP》. 2022년 11월 11일.
61. ↑  Wilkes, Tommy; Mersie, Ayenat (2022년 11월 11일). “Ethiopia says Tigray aid allowed, agencies say still no access”. 《Reuters》.
62. 1 2  “Ethiopia Govt Says Army Controls 70 Percent Of Tigray”. 《Barron's》. Agence France Presse. 2022년 11월 11일.
63. ↑  “Ethiopia govt says aid flowing to Tigray but rebels deny”. 《Radio France Internationale》. AFP. 2022년 11월 11일.
64. 1 2  “Ethiopia’s rival sides agree on humanitarian access for Tigray”. 《Al Jazeera》. 2022년 11월 12일.
65. ↑  “First aid trucks arrive in Ethiopia’s Tigray after peace deal, says Red Cross”. 《France 24》. AFP. 2022년 11월 15일.
66. ↑  “News: Commercial Bank restores banking services in seven branches in western Tigray”. 《Addis Standard》. 2022년 11월 12일.
67. 1 2 3 4 5 6  Shirbon, Estelle (2022년 11월 3일). “Analysis: Truce in Ethiopia's Tigray war just first step on long road to peace”. 《Reuters》.
68. ↑  “What to watch next on Ethiopia's peace deal in Tigray”. 《Atlantic Council》. 2022년 11월 4일.
69. 1 2 3  Vincenot, Aymeric (2022년 11월 4일). “Ethiopia peace deal leaves unanswered questions and concerns”. 《Yahoo! News》. AFP.
70. ↑  “Tigrayan academics welcome Ethiopian ceasefire, but reject proposed TPLF disarmament”. 《Sudans Post》. 2022년 11월 5일.
71. ↑  “News: Federal army, Tigray topmost military leaders meet today amidst Tigrayan criticism on disarmament”. 《Addis Standard》. 2022년 11월 7일.
72. ↑  Burke, Jason (2022년 11월 2일). “Ethiopian civil war: parties agree on end to hostilities”. 《The Guardian》.
73. 1 2  Magome, Mogomotsi; Anna, Cara (2022년 11월 2일). “Ethiopian govt, Tigray agree to end fighting after 2 years”. 《The Hill》. Associated Press.
74. ↑  “Ethiopia: The Massacre in Axum”. 《Amnesty International》. 2021년 2월 26일.
75. ↑  “Ethiopia: Eritrean Forces Massacre Tigray Civilians”. 《Human Rights Watch》. 2021년 3월 5일. 2021년 3월 8일에 원본 문서에서 보존된 문서.
76. ↑  Hochet-Bodin, Noé (2022년 11월 15일). “Eritrea's shadow looms over Ethiopian peace process”. 《Le Monde》.
77. 1 2 3  Zelalem, Zecharias (2022년 11월 4일). “Analysis: Can Ethiopia iron out issues after AU peace deal?”. 《Al Jazeera》.
78. ↑  Gebre, Samuel (2021년 3월 16일). “Ethiopia's Amhara Seize Disputed Territory Amid Tigray Conflict”. 《BNN Bloomberg》. 2022년 10월 13일에 원본 문서에서 보존된 문서.
79. ↑  “Bridging the Divide in Ethiopia's North”. 《International Crisis Group》. 2020년 6월 12일.
80. ↑  “'We Will Erase You from This Land': Crimes Against Humanity and Ethnic Cleansing in Ethiopia's Western Tigray Zone” (PDF). 《Amnesty International and Human Rights Watch》. 2022년 4월 6일. 2022년 11월 2일에 원본 문서 (PDF)에서 보존된 문서.
81. ↑  “Ethiopia PM says committee looking into possibility of peace talks with Tigray rebels”. 《Africanews》. 2022년 6월 14일. 2022년 7월 16일에 원본 문서에서 보존된 문서.
82. ↑  “News: Peace talk in South Africa not about which side “Wolkait” should go to: PM Abiy”. 《Addis Standard》. 2022년 11월 15일.
83. ↑  “Ethiopia: Peace agreement must deliver justice to victims and survivors of conflict”. 《Amnesty International》. 2022년 11월 3일.
84. ↑  “Ethiopia: Truce Needs Robust Rights Monitoring”. 《Human Rights Watch》. 2022년 11월 4일.
85. ↑  Schifrin, Nick; Warsi, Zeba; Aranda, Teresa Cebrian (2022년 11월 3일). “Ethiopian government, Tigrayan rebels reach truce, but enormous challenges remain”. 《PBS NewsHour》. 2022년 11월 7일에 원본 문서에서 보존된 문서.
86. ↑  Bearak, Max (2021년 12월 30일). “She was in Abiy Ahmed's cabinet as war broke out. Now she wants to set the record straight.”. 《The Washington Post》 (미국 영어). ISSN 0190-8286. 2022년 6월 3일에 원본 문서에서 보존된 문서.
87. ↑  “Abiy Vows 'Strong' Commitment To Implement Ethiopia Deal”. 《Barron's》. Agence France Presse. 2022년 11월 2일.
88. ↑  Ahmed Ali, Abiy (2022년 11월 2일). “Expression of Gratitude on the Conclusion of the Peace Talks”. 《Twitter》. 2022년 11월 6일에 원본 문서에서 보존된 문서.
89. 1 2 3  “News: World welcomes Ethiopia permanent cessation of hostilities with calls for swift implementation”. 《Addis Standard》. 2022년 11월 3일.
90. ↑  Reda, Getachew (2022년 11월 7일). “will do what it takes to protect our people who have suffered beyond what ordinary mortals can endure. We are fighting not because we are a trigger-happy nation but because our survival as a people is at stake. If a peace agreement can ensure our survival, why not give it a try?!”. 《Twitter》. 2022년 11월 18일에 원본 문서에서 보존된 문서.
91. ↑  “Canada stands ready to support the implementation of the peace agreement. We call on all parties to ensure the protection of civilians and to address the pressing humanitarian needs of the Ethiopian people.”. 《Twitter》. Foreign Affairs Canada.
92. ↑  “Foreign Ministry Spokesperson Zhao Lijian's Regular Press Conference on November 3, 2022”. 《Ministry of Foreign Affairs of the People's Republic of China》. 2022년 11월 3일.
93. ↑  Guelleh, Ismail Omar (2022년 11월 2일). “Je salue la conclusion heureuse à Pretoria de l'accord de cessation des hostilités sous les auspices de l'UA. Bravo aux efforts conjugués de tous en formant le vœu de voir cet accord apporter à notre région et à nos frères éthiopiens la sécurité, la paix et la prospérité.”. 《Twitter》 (프랑스어). 2022년 11월 7일에 원본 문서에서 보존된 문서.
94. ↑  “Ethiopia – France welcomes the cessation of hostilities declared by the Federal Government and the Tigray People's Liberation Front (3 November 2022)”. 《France Diplomacy》. 2022년 11월 3일.
95. ↑  “Iran supports cessation of conflicts in northern Ethiopia”.
96. ↑  “Iran Hails Ethiopia Peace Deal”.
97. ↑  Sirleaf, Ellen Johnson (2022년 11월 2일). “I welcome the news of the agreement to end hostilities in #Ethiopia. I hope this will be the first step towards sustainable peace, built on dialogue and political engagement. Thanks to H.E. Olusegun Obasanjo & H.E. Uhuru Kenyatta for their role in the @_AfricanUnion negotiations.”. 《Twitter》. 2022년 11월 3일에 원본 문서에서 보존된 문서.
98. ↑  “Signed Peace Agreement Can Be Solid Foundation For Nat'l Stability, Prosperity: Russia”. 《Fana Broadcasting Corporate》. 2022년 11월 3일.
99. ↑  “South Sudan welcomes Ethiopian peace agreement, to support parties in implementation”. 《Sudans Post》. 2022년 11월 4일.
100. ↑  “Ethiopian crisis: Sudan welcomes signing of peace agreement”. 《PanaPress》. 2022년 11월 3일.
101. ↑  “Turkey: Press Release Regarding the Developments in Ethiopia”. 《Zawya》. 2022년 11월 3일.
102. ↑  “الإمارات ترحب باتفاق السلام الدائم في إقليم تيغراي بإثيوبيا” [UAE welcomes permanent peace agreement in Ethiopia's Tigray region]. 《Emarat Al Youm》 (아랍어). 2022년 11월 4일.
103. 1 2 3  Harter, Fred; Solomon, Salem (2022년 11월 3일). “Ethiopia Peace Deal Hailed as First Step to End Africa's Deadliest Conflict”. 《Voice of America》.
104. ↑  “Ethiopia: Peace agreement between Government and Tigray 'a critical first step': Guterres”. 《UN News》. 2022년 11월 2일.
105. ↑  Gebeyehu, Dr. Workneh (2022년 11월 2일). “I express my deep satisfaction at the signing of the Ethiopia peace agreement in Pretoria & congratulate @AbiyAhmedAli's leadership, mediation teams, & the AU for this momentous outcome to silence the guns! IGAD played an active role in the AU-led mediation efforts from the start”. 《Twitter》.
106. ↑  Gebre, Samuel (2022년 11월 4일). “IMF Welcomes Ethiopia Truce Amid Talks on Economic Reform Plans”. 《Bloomberg News》.
107. ↑  “Oxfam reaction to Tigray peace agreement”. 《Oxfam》. 2022년 11월 2일.